# Natalia Millán
Natalia Millán (Madrid, 27 de novembro de 1969) é uma atriz, bailarina e cantora espanhola.